# Teleki (Cameroun)
Teleki est une localité du Cameroun située dans le département du Mayo-Tsanaga et la Région de l'Extrême-Nord, à proximité de la frontière avec le Nigeria. Elle fait partie du canton de Tchevi dans la commune de Bourrha.
« Teleki » peut aussi désigner la population de cette zone ou la langue locale, le tsuvan.

## Population
En 1966-1967 Teleki comptait 1 407 habitants, pour la plupart Goude, Daba ou Fali. Lors du recensement de 2005, 3 801 personnes y ont été dénombrées.